# Asmir Begović
Asmir Begović (Trebigne, 20 giugno 1987) è un calciatore bosniaco con cittadinanza canadese, portiere del Leicester City.
In possesso della doppia cittadinanza, prima di rappresentare il proprio paese natale, ha fatto parte della selezione giovanile del Canada Under-20.

## Biografia
Asmir è nato a Trebigne in Jugoslavia, prima che diventasse parte della moderna Bosnia ed Erzegovina, da una famiglia bosgnacca. Suo padre Amir Begović è stato portiere del Leotar di Trebigne e dell'Iskra di Bugojno. Sua madre Ajnija è originaria di Stolac. La famiglia Begović lasciò la Bosnia tormentata dai conflitti nel 1991 quando Asmir aveva appena 4 anni per trasferirsi in Germania, dove Asmir cominciò a giocare a calcio a livello giovanile. All'età di 10 anni la famiglia si trasferì in Canada ad Edmonton. Nel 2004 però ritornarono in Germania per seguire Asmir nella sua carriera calcistica. Attualmente Begović è sposato con una donna inglese e insieme hanno una figlia.

## Carriera

### Club

#### Portsmouth e prestiti
Begović firmò un contratto da professionista nel 2003 per il Portsmouth, dopo aver militato fra i tedeschi del Kirchhausen. Nel 2005 si trasferisce in prestito ai belgi del La Louviére. Nella stagione 2006-07 si trasferisce, ancora in prestito al Macclesfield Town, debuttando in campionato nel pareggio per 1-1 contro lo Stockport County del 25 novembre, subentrando al portiere titolare Jonny Brain. Dopo appena tre presenze, però, s'infortunia al ginocchio, ed è costretto a fare ritorno a Portsmouth.
Nell'agosto del 2007, viene mandato in prestito al Bournemouth, squadra di Football League One, per un accordo fino al gennaio 2008. Viene richiamato alla base l'11 ottobre dello stesso anno. L'8 dicembre dello stesso anno, viene convocato per la prima volta per un match di Premier, precisamente quello contro l'Aston Villa.
Tuttavia nonostante ciò, nel marzo 2008 viene mandato in prestito mensile al Yeovil Town, con la possibilità, per il Portsmouth, di richiamarlo quandunque la cosa si fosse resa necessaria. Il 29 marzo debutta per i bianco-verdi contro il Bristol Rovers, senza subire reti. Dopo appena due presenze viene richiamato al Portsmouth, nonostante lo Yeovil avesse tentato più volte di siglare un nuovo accordo per un prestito d'emergenza. Russell Slade, infatti, allora manager dello Yeovil, rivelerà più tardi di aver cercato insistentemente Begović per poter coprire la partenza del portiere Steve Mildenhall al Southend United. L'affare saltò anche per la morte del nonno di Begović, e il portiere, per lutto, decise di prendersi un periodo di pausa. Comunque, più tardi, lo Yeovil riuscirà ad ingaggiarlo per un prestito trimestrale, durante il quale Begović avrà l'occasione di difendere per 14 volte la porta bianco-verde, lasciandola intatta in tre occasioni.
Tornato a Portsmouth, debutta nella vittoria interna per 3-1 sul Sunderland del 18 maggio 2009. Nonostante ciò, il 14 ottobre 2009 raggiunge l'Ipswich Town (squadra di Championship), in prestito. Il 23 novembre viene richiamato al Portsmouth a causa dell'infortunio di David James, lasciando l'Ipswich dopo sei partite giocate. Al Portsmouth gioca altre 15 partite durante la stagione 2009-10.

#### Stoke City
Il 1º febbraio 2010, Begović viene acquistato dallo Stoke City per 3,25 milioni di sterline, firmando un contratto da quattro anni e mezzo con i Potters. Dopo la firma del contratto, il manager dello Stoke, Tony Pulis, rivela di aver seguito Begović da tempo:

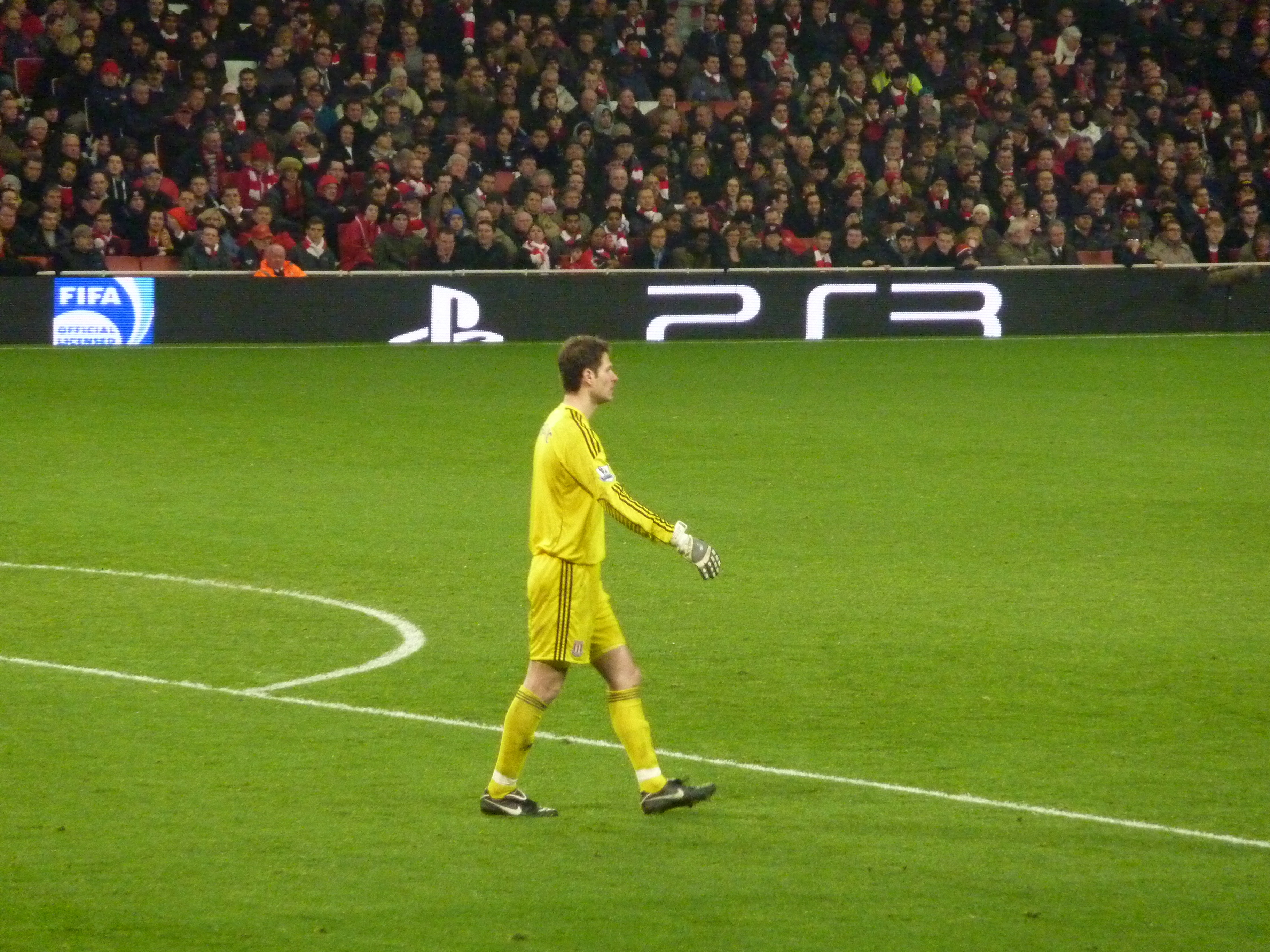
Begović nel 2011 in azione allo Stoke City

Prima di approdare nello Staffordshire, Begović aveva anche avuto contatti con i londinesi del Tottenham, ma alla fine sceglie i bianco-rossi. Più tardi, rivelerà di essere sollevato nell'aver scampato di poco la crisi finanziaria che pregiudica la stagione dei Pomepeys, costringendoli, fra l'altro, alla retrocessione in Championship. Viene poi rivelato che il Portsmouth aveva già accettato un'offerta da 1 milione di sterline giunta dal Tottenham, e ne aveva anche incassato un anticipo, prima che lo stesso Begović bloccasse il trasferimento per andare a giocare con lo Stoke.
Debutta con la nuova maglia, il 25 aprile 2010, nella partita in trasferta disputata contro il Chelsea, sostituendo l'infortunato Thomas Sørensen al 35º minuto. Viene superato 5 volte prima del fischio finale, che vede il Chelsea trionfare per 7-0. La sua prima gara da imbattuto è lo 0-0 contro l'Everton del 1º maggio successivo e gioca anche le due ultime partite della stagione contro il Fulham e il Manchester United.
All'inizio della stagione successiva Tony Pulis gli assegna la maglia numero 1; prima della partita di Coppa di Lega contro lo Shrewsbury Town si rifiuta di giocare, decisione "totalmente irrispettosa" secondo Pulis. Più tardi, però, Begović dichiara di non essersi mai rifiutato di giocare. Nonostante ciò Begović gioca le fasi successive della coppa, contro Fulham e West Ham. Debutta in campionato il 30 ottobre contro l'Everton sostituendo ancora una volta l'infortunato Sørensen. Dopo l'infortunio del portiere danese, Begović diventa titolare, anche grazie al suo riappacificamento con Pulis. Le cose si mettono bene, come Begović stesso dichiara dopo una sconfitta di misura contro l'Arsenal in febbraio.
Il 2 novembre 2013 segna una rete contro il Southampton dopo 12 secondi: ricevuto un retropassaggio, effettua un rinvio e, da porta a porta, segna uno dei gol più veloci della storia della Premier League, beffando il collega Artur Boruc, nonché il secondo più lungo di sempre, da una distanza di oltre 92 metri. Viene così battuto il record di Tim Howard per i portieri (88 metri) e quello del difensore Tyson Farago (86 metri).

#### Chelsea

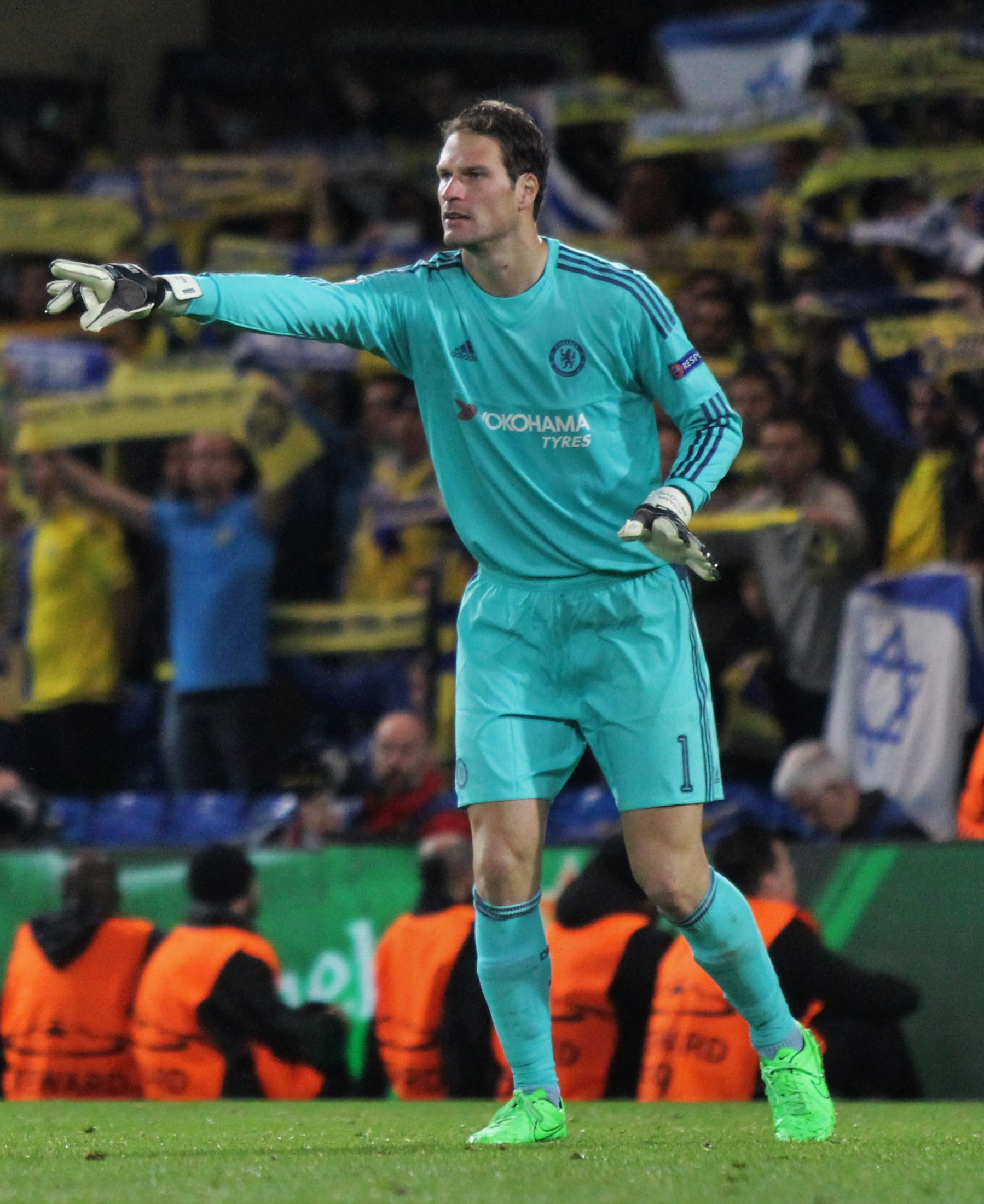
Begović al Chelsea in una partita di UEFA Champions League nel 2015

Il 13 luglio 2015 viene acquistato per 10 milioni di euro dal Chelsea, con cui firma un contratto quadriennale. Sceglie di indossare la maglia numero 1, lasciata libera da Petr Cech, da poco passato all'Arsenal. Nella prima parte di stagione viene spesso schierato titolare a causa dell'infortunio di Thibaut Courtois.
L'anno successivo invece è riserva del belga, e a fine anno si laurea campione d'Inghilterra. Nel mentre, il 26 marzo 2017, riceve dalla FSBiH, insieme ai connazionali Cocalić, Džeko, Ibišević, Lulić, Spahić e Višća, il diploma di allenatore UEFA-B per le giovanili.

#### Bournemouth e prestiti al Qarabağ e al Milan
Il 30 maggio 2017 viene acquistato dal Bournemouth, con cui firma un accordo a lungo termine, facendo ritorno alle Cherries dopo 10 anni. Nella prima stagione è titolare fisso del club, mentre nella seconda (a partire da gennaio) diviene riserva di Artur Boruc.
Per via del minore spazio trovato, il 2 settembre 2019 passa in prestito al Qarabağ fino al 31 dicembre dello stesso anno.
Al termine del prestito, fa ritorno al Bournemouth, che il 13 gennaio 2020 lo cede in prestito fino a fine stagione al Milan, dove sceglie di indossare la maglia numero 1. Debutta in Serie A il 22 febbraio 2020 sul campo della Fiorentina, subentrando a Gianluigi Donnarumma nel corso del secondo tempo, e subisce su calcio di rigore il gol del definitivo 1-1 di Erick Pulgar. Debutta da titolare l’8 marzo nella partita in casa contro il Genoa, poi persa 1-2.
Al termine della stagione, non essendo stato riscattato dal club milanese, fa rientro al club inglese con cui gioca una stagione da titolare in Championship.

#### Trasferimento all’Everton
Il 20 luglio 2021 firma un contratto annuale come secondo portiere dell’Everton.

### Nazionale

#### Canada
Ottenuta la cittadinanza canadese, Begović gioca con la maglia della selezione nordamericana il campionato del mondo Under-20 del 2007, organizzato proprio dal Canada. Salva il risultato più volte nella prima partita contro il Cile, ma non riesce ad evitare la sconfitta per 3-0. Nella partita contro il Congo, è costretto ad uscire dall'area per coprire l'avanzata degli avversari e a toccare la palla, schizzata in avanti a causa del campo bagnato, con le mani fuori dall'area per evitare il gol. Viene espulso e, avendo il Canada terminato le sostituzioni, il centrocampista Jonathan Beaulieu-Bourgault è costretto a mettersi fra i pali al posto suo.
Il 14 agosto 2007, appena ventenne, viene convocato per la prima volta, nella nazionale maggiore, per un'amichevole contro l'Islanda, cui però assiste dalla tribuna.
Nel novembre 2008, risponde ad un'altra convocazione per un match di qualificazione per i mondiali 2010 contro la Giamaica, ma, ancora una volta, non gioca perché gli viene preferito l'allora portiere del Cluj Lars Hirschfeld. In più, Begović perde la CONCACAF Gold Cup 2009 perché il Portsmouth lo vuole con la prima squadra sin dagli inizi della preparazione estiva. Verso la fine del giugno 2009, discute con Miroslav Blažević, il c.t. della Bosnia, la possibilità di giocare per i dragoni. In Bosnia vari media avevano già riportato lo scoop che voleva Begović oramai deciso a giocare per il suo Paese d'origine, quando, il 12 luglio successivo, nel corso di un programma radio canadese, Begović stesso dichiara di voler proseguire la sua carriera con i Canucks. Riguardo al suo colloquio con il c.t. della Bosnia, poi, aggiunge che si è trattato di un equivoco causato da una traduzione errata. Nella stessa intervista, poi, Begović afferma:

#### Bosnia ed Erzegovina
Nonostante queste parole, però, poco meno di due mesi dopo, il 21 agosto 2009, Asmir cambia idea, e accetta la convocazione della Bosnia per due partite di qualificazione per il campionato del mondo del 2010: una gara esterna contro l'Armenia, il 5 settembre, e una gara casalinga a Zenica contro la Turchia, il 9 settembre. Durante il pre-partita, Begović concede un'intervista per il sito ufficiale della federazione bosniaca, dicendo, fra le altre cose:
Non gioca in nessuna delle due partite. Tuttavia il suo debutto con la nazionale bosniaca, giunge il 10 ottobre successivo, nel match di qualificazione vinto per 2-0 in casa, contro l'Estonia, dove ha sostituito Kenan Hasagić al 92º minuto. Il 3 marzo 2010, gioca il secondo tempo dell'amichevole contro il Ghana. La Bosnia vince per 2-1 e Begović non subisce gol. Colleziona la prima presenza da titolare il 29 maggio successivo, contro la Svezia; la partita finisce 4-2 per gli scandinavi, ma, secondo i media bosniaci, Begović è esente da colpe, dato che i gol concessi sono imputabili interamente alla difesa slava. Generano alcune polemiche, poi, le sue assenze nelle amichevoli contro Messico e Slovacchia, dovute al suo stato di salute, ma imputate da molti a strategie dello Stoke City per evitare le convocazioni.
Da lì in poi è titolare in porta della selezione bosniaca, con cui disputa il campionato del mondo del 2014, fino al 2018, quando, con l'arrivo di Robert Prosinečki in panchina, diviene la riserva del connazionale Ibrahim Šehić.

## Statistiche

### Presenze e reti nei club
Statistiche aggiornate al 29 luglio 2025.
| Stagione            | Squadra            | Campionato         | Campionato | Campionato | Coppe nazionali | Coppe nazionali | Coppe nazionali | Coppe continentali | Coppe continentali | Coppe continentali | Altre coppe | Altre coppe | Altre coppe | Totale | Totale  |
| Stagione            | Squadra            | Comp               | Pres       | Reti       | Comp            | Pres            | Reti            | Comp               | Pres               | Reti               | Comp        | Pres        | Reti        | Pres   | Reti    |
| ------------------- | ------------------ | ------------------ | ---------- | ---------- | --------------- | --------------- | --------------- | ------------------ | ------------------ | ------------------ | ----------- | ----------- | ----------- | ------ | ------- |
| lug.-dic. 2005      | La Louviére        | D1                 | 2          | -7         | CB              | 0               | 0               | -                  | -                  | -                  | -           | -           | -           | 2      | -7      |
| dic. 2005-2006      | Portsmouth         | PL                 | 0          | 0          | FACup+CdL       | 0+0             | 0               | -                  | -                  | -                  | -           | -           | -           | 0      | 0       |
| lug.-nov. 2006      | Portsmouth         | PL                 | 0          | 0          | FACup+CdL       | 0+0             | 0               | -                  | -                  | -                  | -           | -           | -           | 0      | 0       |
| nov.-dic. 2006      | Macclesfield Town  | FL2                | 3          | -1         | FACup+CdL       | 1+0             | -1              | -                  | -                  | -                  | -           | -           | -           | 4      | -2      |
| dic. 2006-2007      | Portsmouth         | PL                 | 0          | 0          | FACup+CdL       | 0+0             | 0               | -                  | -                  | -                  | -           | -           | -           | 0      | 0       |
| lug.-ott. 2007      | Bournemouth        | FL1                | 8          | -12        | FACup+CdL       | 0+0             | 0               | -                  | -                  | -                  | FLT         | 1           | 0           | 9      | -12     |
| ott. 2007-feb. 2008 | Portsmouth         | PL                 | 0          | 0          | FACup+CdL       | 0+0             | 0               | -                  | -                  | -                  | -           | -           | -           | 0      | 0       |
| feb.-mar. 2008      | Yeovil Town        | FL1                | 2          | -2         | FACup+CdL       | 0+0             | 0               | -                  | -                  | -                  | -           | -           | -           | 2      | -2      |
| lug.-ott. 2008      | Yeovil Town        | FL1                | 14         | -22        | FACup+CdL       | 0+0             | 0               | -                  | -                  | -                  | -           | -           | -           | 14     | -22     |
| Totale Yeovil Town  | Totale Yeovil Town | Totale Yeovil Town | 16         | -24        |                 | 0               | 0               |                    | -                  | -                  |             | -           | -           | 16     | -24     |
| ott. 2008-2009      | Portsmouth         | PL                 | 2          | -2         | FACup+CdL       | 0+0             | 0               | -                  | -                  | -                  | -           | -           | -           | 2      | -2      |
| lug.-ott. 2009      | Portsmouth         | PL                 | 0          | 0          | FACup+CdL       | 3+3             | -3 + -6         | -                  | -                  | -                  | -           | -           | -           | 6      | -9      |
| ott.-nov. 2009      | Ipswich Town       | FLC                | 6          | -4         | FACup+CdL       | 0+0             | 0               | -                  | -                  | -                  | -           | -           | -           | 6      | -4      |
| nov. 2009-feb. 2010 | Portsmouth         | PL                 | 9          | -18        | FACup+CdL       | 3+3             | -4 + -5         | -                  | -                  | -                  | -           | -           | -           | 15     | -27     |
| Totale Portsmouth   | Totale Portsmouth  | Totale Portsmouth  | 11         | -20        |                 | 12              | -18             |                    | -                  | -                  |             | -           | -           | 23     | -38     |
| feb.-giu. 2010      | Stoke City         | PL                 | 4          | -9         | FACup+CdL       | 0+0             | 0               | -                  | -                  | -                  | -           | -           | -           | 4      | -9      |
| 2010-2011           | Stoke City         | PL                 | 28         | -32        | FACup+CdL       | 0+2             | 0 + -3          | -                  | -                  | -                  | -           | -           | -           | 30     | -35     |
| 2011-2012           | Stoke City         | PL                 | 23         | -31        | FACup+CdL       | 3+0             | -1 + 0          | UEL                | 5                  | -5                 | -           | -           | -           | 31     | -37     |
| 2012-2013           | Stoke City         | PL                 | 38         | -45        | FACup+CdL       | 0+0             | 0               | -                  | -                  | -                  | -           | -           | -           | 38     | -45     |
| 2013-2014           | Stoke City         | PL                 | 32         | -36; 1     | FACup+CdL       | 1+0             | -1 + 0          | -                  | -                  | -                  | -           | -           | -           | 33     | -37; 1  |
| 2014-2015           | Stoke City         | PL                 | 35         | -43        | FACup+CdL       | 1+1             | -1 + -3         | -                  | -                  | -                  | -           | -           | -           | 37     | -47     |
| Totale Stoke City   | Totale Stoke City  | Totale Stoke City  | 160        | -196; 1    |                 | 8               | -9              |                    | 5                  | -5                 |             | -           | -           | 173    | -210; 1 |
| 2015-2016           | Chelsea            | PL                 | 17         | -24        | FACup+CdL       | 1+2             | 0 + -2          | UCL                | 5                  | -3                 | CS          | 0           | 0           | 25     | -29     |
| 2016-2017           | Chelsea            | PL                 | 2          | -5         | FACup+CdL       | 3+3             | -1 + -6         | -                  | -                  | -                  | -           | -           | -           | 8      | -12     |
| Totale Chelsea      | Totale Chelsea     | Totale Chelsea     | 19         | -29        |                 | 9               | -9              |                    | 5                  | -3                 |             | 0           | 0           | 33     | -41     |
| 2017-2018           | Bournemouth        | PL                 | 38         | -61        | FACup+CdL       | 0+0             | 0               | -                  | -                  | -                  | -           | -           | -           | 38     | -61     |
| 2018-2019           | Bournemouth        | PL                 | 24         | -47        | FACup+CdL       | 0+0             | 0               | -                  | -                  | -                  | -           | -           | -           | 24     | -47     |
| lug.-set. 2019      | Bournemouth        | PL                 | -          | -          | FACup+CdL       | -               | -               | -                  | -                  | -                  | -           | -           | -           | -      | -       |
| set.-dic. 2019      | Qarabağ            | PL                 | 10         | -5         | AP              | 2               | -1              | UEL                | 5                  | -10                | -           | -           | -           | 17     | -16     |
| gen.-ago. 2020      | Milan              | A                  | 2          | -3         | CI              | 0               | 0               | -                  | -                  | -                  | -           | -           | -           | 2      | -3      |
| 2020-2021           | Bournemouth        | FLC                | 45+2       | -44 + -3   | FACup+CdL       | 3+1             | -4 + 0          | -                  | -                  | -                  | -           | -           | -           | 51     | -51     |
| Total Bournemouth   | Total Bournemouth  | Total Bournemouth  | 115+2      | -164 + -3  |                 | 4               | -4              |                    | -                  | -                  |             | 1           | 0           | 122    | -171    |
| 2021-2022           | Everton            | PL                 | 3          | -8         | FACup+CdL       | 2+2             | -2 + -3         | -                  | -                  | -                  | -           | -           | -           | 7      | -13     |
| 2022-2023           | Everton            | PL                 | 1          | 0          | FACup+CdL       | 0+2             | -4              | -                  | -                  | -                  | -           | -           | -           | 3      | -4      |
| 2023-2024           | QPR                | FLC                | 45         | -57        | FACup+CdL       | 1+0             | -3 + 0          | -                  | -                  | -                  | -           | -           | -           | 46     | -60     |
| 2024-2025           | Everton            | PL                 | 0          | 0          | FACup+CdL       | 0               | 0               | -                  | -                  | -                  | -           | -           | -           | 0      | 0       |
| Total Everton       | Total Everton      | Total Everton      | 4          | -8         |                 | 6               | -9              |                    | -                  | -                  |             | -           | -           | 10     | -17     |
| 2025-2026           | Leicester City     | FLC                | -          | -          | FACup+CdL       | -               | -               | -                  | -                  | -                  | -           | -           | -           | -      | -       |
| Totale carriera     | Totale carriera    | Totale carriera    | 395        | -521; 1    |                 | 43              | -54             |                    | 15                 | -18                |             | 1           | 0           | 454    | -593; 1 |

### Cronologia presenze e reti in nazionale
| Cronologia completa delle presenze e delle reti in nazionale ― Bosnia ed Erzegovina | Cronologia completa delle presenze e delle reti in nazionale ― Bosnia ed Erzegovina | Cronologia completa delle presenze e delle reti in nazionale ― Bosnia ed Erzegovina | Cronologia completa delle presenze e delle reti in nazionale ― Bosnia ed Erzegovina | Cronologia completa delle presenze e delle reti in nazionale ― Bosnia ed Erzegovina | Cronologia completa delle presenze e delle reti in nazionale ― Bosnia ed Erzegovina | Cronologia completa delle presenze e delle reti in nazionale ― Bosnia ed Erzegovina | Cronologia completa delle presenze e delle reti in nazionale ― Bosnia ed Erzegovina |
| Data                                                                                | Città                                                                               | In casa                                                                             | Risultato                                                                           | Ospiti                                                                              | Competizione                                                                        | Reti                                                                                | Note                                                                                |
| ----------------------------------------------------------------------------------- | ----------------------------------------------------------------------------------- | ----------------------------------------------------------------------------------- | ----------------------------------------------------------------------------------- | ----------------------------------------------------------------------------------- | ----------------------------------------------------------------------------------- | ----------------------------------------------------------------------------------- | ----------------------------------------------------------------------------------- |
| 10-10-2009                                                                          | Tallinn                                                                             | Estonia                                                                             | 0 – 2                                                                               | Bosnia ed Erzegovina                                                                | Qual. Mondiali 2010                                                                 | -                                                                                   | 90+2’                                                                               |
| 3-3-2010                                                                            | Sarajevo                                                                            | Bosnia ed Erzegovina                                                                | 2 – 1                                                                               | Ghana                                                                               | Amichevole                                                                          | -1                                                                                  | 46’                                                                                 |
| 29-5-2010                                                                           | Solna                                                                               | Svezia                                                                              | 4 – 2                                                                               | Bosnia ed Erzegovina                                                                | Amichevole                                                                          | -4                                                                                  |                                                                                     |
| 8-10-2010                                                                           | Tirana                                                                              | Albania                                                                             | 1 – 1                                                                               | Bosnia ed Erzegovina                                                                | Qual. Euro 2012                                                                     | -1                                                                                  | 46’                                                                                 |
| 6-9-2011                                                                            | Zenica                                                                              | Bosnia ed Erzegovina                                                                | 1 – 0                                                                               | Bielorussia                                                                         | Qual. Euro 2012                                                                     | -                                                                                   |                                                                                     |
| 7-10-2011                                                                           | Zenica                                                                              | Bosnia ed Erzegovina                                                                | 5 – 0                                                                               | Lussemburgo                                                                         | Qual. Euro 2012                                                                     | -                                                                                   |                                                                                     |
| 11-10-2011                                                                          | Saint-Denis                                                                         | Francia                                                                             | 1 – 1                                                                               | Bosnia ed Erzegovina                                                                | Qual. Euro 2012                                                                     | -1                                                                                  | 46’                                                                                 |
| 11-11-2011                                                                          | Zenica                                                                              | Bosnia ed Erzegovina                                                                | 0 – 0                                                                               | Portogallo                                                                          | Qual. Euro 2012                                                                     | -                                                                                   |                                                                                     |
| 15-11-2011                                                                          | Lisbona                                                                             | Portogallo                                                                          | 6 – 2                                                                               | Bosnia ed Erzegovina                                                                | Qual. Euro 2012                                                                     | -6                                                                                  |                                                                                     |
| 28-2-2012                                                                           | San Gallo                                                                           | Bosnia ed Erzegovina                                                                | 1 – 2                                                                               | Brasile                                                                             | Amichevole                                                                          | -2                                                                                  |                                                                                     |
| 26-5-2012                                                                           | Dublino                                                                             | Irlanda                                                                             | 1 – 0                                                                               | Bosnia ed Erzegovina                                                                | Amichevole                                                                          | -1                                                                                  |                                                                                     |
| 31-5-2012                                                                           | Chicago                                                                             | Messico                                                                             | 2 – 1                                                                               | Bosnia ed Erzegovina                                                                | Amichevole                                                                          | -2                                                                                  |                                                                                     |
| 15-8-2012                                                                           | Llanelli                                                                            | Galles                                                                              | 0 – 2                                                                               | Bosnia ed Erzegovina                                                                | Amichevole                                                                          | -                                                                                   |                                                                                     |
| 7-9-2012                                                                            | Vaduz                                                                               | Liechtenstein                                                                       | 1 – 8                                                                               | Bosnia ed Erzegovina                                                                | Qual. Mondiali 2014                                                                 | -1                                                                                  |                                                                                     |
| 11-9-2012                                                                           | Zenica                                                                              | Bosnia ed Erzegovina                                                                | 4 – 1                                                                               | Lettonia                                                                            | Qual. Mondiali 2014                                                                 | -1                                                                                  |                                                                                     |
| 12-10-2012                                                                          | Atene                                                                               | Grecia                                                                              | 0 – 0                                                                               | Bosnia ed Erzegovina                                                                | Qual. Mondiali 2014                                                                 | -                                                                                   |                                                                                     |
| 16-10-2012                                                                          | Zenica                                                                              | Bosnia ed Erzegovina                                                                | 3 – 0                                                                               | Lituania                                                                            | Qual. Mondiali 2014                                                                 | -                                                                                   |                                                                                     |
| 14-11-2012                                                                          | Algeri                                                                              | Algeria                                                                             | 0 – 1                                                                               | Bosnia ed Erzegovina                                                                | Amichevole                                                                          | -                                                                                   |                                                                                     |
| 6-2-2013                                                                            | Capodistria                                                                         | Slovenia                                                                            | 0 – 3                                                                               | Bosnia ed Erzegovina                                                                | Amichevole                                                                          | -                                                                                   | 83’                                                                                 |
| 22-3-2013                                                                           | Zenica                                                                              | Bosnia ed Erzegovina                                                                | 3 – 1                                                                               | Grecia                                                                              | Qual. Mondiali 2014                                                                 | -1                                                                                  |                                                                                     |
| 7-6-2013                                                                            | Riga                                                                                | Lettonia                                                                            | 0 – 5                                                                               | Bosnia ed Erzegovina                                                                | Qual. Mondiali 2014                                                                 | -                                                                                   |                                                                                     |
| 14-8-2013                                                                           | Sarajevo                                                                            | Bosnia ed Erzegovina                                                                | 3 – 4                                                                               | Stati Uniti                                                                         | Amichevole                                                                          | -4                                                                                  |                                                                                     |
| 6-9-2013                                                                            | Zenica                                                                              | Bosnia ed Erzegovina                                                                | 0 – 1                                                                               | Slovacchia                                                                          | Qual. Mondiali 2014                                                                 | -1                                                                                  |                                                                                     |
| 10-9-2013                                                                           | Žilina                                                                              | Slovacchia                                                                          | 1 – 2                                                                               | Bosnia ed Erzegovina                                                                | Qual. Mondiali 2014                                                                 | -1                                                                                  | 87’                                                                                 |
| 11-10-2013                                                                          | Zenica                                                                              | Bosnia ed Erzegovina                                                                | 4 – 1                                                                               | Liechtenstein                                                                       | Qual. Mondiali 2014                                                                 | -1                                                                                  |                                                                                     |
| 15-10-2013                                                                          | Kaunas                                                                              | Lituania                                                                            | 0 – 1                                                                               | Bosnia ed Erzegovina                                                                | Qual. Mondiali 2014                                                                 | -                                                                                   |                                                                                     |
| 18-11-2013                                                                          | St. Louis                                                                           | Argentina                                                                           | 2 – 0                                                                               | Bosnia ed Erzegovina                                                                | Amichevole                                                                          | -2                                                                                  |                                                                                     |
| 5-3-2014                                                                            | Innsbruck                                                                           | Bosnia ed Erzegovina                                                                | 0 – 2                                                                               | Egitto                                                                              | Amichevole                                                                          | -2                                                                                  |                                                                                     |
| 30-5-2014                                                                           | St. Louis                                                                           | Bosnia ed Erzegovina                                                                | 2 – 1                                                                               | Costa d'Avorio                                                                      | Amichevole                                                                          | -1                                                                                  |                                                                                     |
| 3-6-2014                                                                            | Chicago                                                                             | Messico                                                                             | 0 – 1                                                                               | Bosnia ed Erzegovina                                                                | Amichevole                                                                          | -                                                                                   | 72’                                                                                 |
| 15-6-2014                                                                           | Rio de Janeiro                                                                      | Argentina                                                                           | 2 – 1                                                                               | Bosnia ed Erzegovina                                                                | Mondiali 2014 - 1º turno                                                            | -2                                                                                  |                                                                                     |
| 21-6-2014                                                                           | Cuiabá                                                                              | Nigeria                                                                             | 1 – 0                                                                               | Bosnia ed Erzegovina                                                                | Mondiali 2014 - 1º turno                                                            | -1                                                                                  |                                                                                     |
| 25-6-2014                                                                           | Salvador                                                                            | Bosnia ed Erzegovina                                                                | 3 – 1                                                                               | Iran                                                                                | Mondiali 2014 - 1º turno                                                            | -1                                                                                  |                                                                                     |
| 4-9-2014                                                                            | Tuzla                                                                               | Bosnia ed Erzegovina                                                                | 3 – 0                                                                               | Liechtenstein                                                                       | Amichevole                                                                          | -                                                                                   | 62’                                                                                 |
| 9-9-2014                                                                            | Zenica                                                                              | Bosnia ed Erzegovina                                                                | 1 – 2                                                                               | Cipro                                                                               | Qual. Euro 2016                                                                     | -2                                                                                  |                                                                                     |
| 10-10-2014                                                                          | Cardiff                                                                             | Galles                                                                              | 0 – 0                                                                               | Bosnia ed Erzegovina                                                                | Qual. Euro 2016                                                                     | -                                                                                   |                                                                                     |
| 13-10-2014                                                                          | Zenica                                                                              | Bosnia ed Erzegovina                                                                | 1 – 1                                                                               | Belgio                                                                              | Qual. Euro 2016                                                                     | -1                                                                                  |                                                                                     |
| 16-11-2014                                                                          | Haifa                                                                               | Israele                                                                             | 3 – 0                                                                               | Bosnia ed Erzegovina                                                                | Qual. Euro 2016                                                                     | -3                                                                                  | cap.                                                                                |
| 28-3-2015                                                                           | Andorra la Vella                                                                    | Andorra                                                                             | 0 – 3                                                                               | Bosnia ed Erzegovina                                                                | Qual. Euro 2016                                                                     | -                                                                                   |                                                                                     |
| 31-3-2015                                                                           | Vienna                                                                              | Austria                                                                             | 1 – 1                                                                               | Bosnia ed Erzegovina                                                                | Amichevole                                                                          | -1                                                                                  |                                                                                     |
| 12-6-2015                                                                           | Zenica                                                                              | Bosnia ed Erzegovina                                                                | 3 – 1                                                                               | Israele                                                                             | Qual. Euro 2016                                                                     | -1                                                                                  |                                                                                     |
| 3-9-2015                                                                            | Bruxelles                                                                           | Belgio                                                                              | 3 – 1                                                                               | Bosnia ed Erzegovina                                                                | Qual. Euro 2016                                                                     | -3                                                                                  |                                                                                     |
| 6-9-2015                                                                            | Zenica                                                                              | Bosnia ed Erzegovina                                                                | 3 – 0                                                                               | Andorra                                                                             | Qual. Euro 2016                                                                     | -                                                                                   |                                                                                     |
| 10-10-2015                                                                          | Zenica                                                                              | Bosnia ed Erzegovina                                                                | 2 – 0                                                                               | Galles                                                                              | Qual. Euro 2016                                                                     | -                                                                                   | 85’                                                                                 |
| 13-10-2015                                                                          | Nicosia                                                                             | Cipro                                                                               | 2 – 3                                                                               | Bosnia ed Erzegovina                                                                | Qual. Euro 2016                                                                     | -2                                                                                  | 51’ cap.                                                                            |
| 13-11-2015                                                                          | Zenica                                                                              | Bosnia ed Erzegovina                                                                | 1 – 1                                                                               | Irlanda                                                                             | Qual. Euro 2016                                                                     | -1                                                                                  |                                                                                     |
| 16-11-2015                                                                          | Dublino                                                                             | Irlanda                                                                             | 2 – 0                                                                               | Bosnia ed Erzegovina                                                                | Qual. Euro 2016                                                                     | -2                                                                                  |                                                                                     |
| 25-3-2016                                                                           | Lussemburgo                                                                         | Lussemburgo                                                                         | 0 – 3                                                                               | Bosnia ed Erzegovina                                                                | Amichevole                                                                          | -                                                                                   | 46’cap.                                                                             |
| 29-3-2016                                                                           | Zurigo                                                                              | Svizzera                                                                            | 0 – 2                                                                               | Bosnia ed Erzegovina                                                                | Amichevole                                                                          | -                                                                                   | 62’                                                                                 |
| 29-5-2016                                                                           | San Gallo                                                                           | Spagna                                                                              | 3 – 1                                                                               | Bosnia ed Erzegovina                                                                | Amichevole                                                                          | -3                                                                                  |                                                                                     |
| 6-9-2016                                                                            | Zenica                                                                              | Bosnia ed Erzegovina                                                                | 5 – 0                                                                               | Estonia                                                                             | Qual. Mondiali 2018                                                                 | -                                                                                   |                                                                                     |
| 7-10-2016                                                                           | Bruxelles                                                                           | Belgio                                                                              | 4 – 0                                                                               | Bosnia ed Erzegovina                                                                | Qual. Mondiali 2018                                                                 | -4                                                                                  |                                                                                     |
| 10-10-2016                                                                          | Zenica                                                                              | Bosnia ed Erzegovina                                                                | 2 – 0                                                                               | Cipro                                                                               | Qual. Mondiali 2018                                                                 | -                                                                                   |                                                                                     |
| 13-11-2016                                                                          | Atene                                                                               | Grecia                                                                              | 1 – 1                                                                               | Bosnia ed Erzegovina                                                                | Qual. Mondiali 2018                                                                 | -1                                                                                  |                                                                                     |
| 25-3-2017                                                                           | Zenica                                                                              | Bosnia ed Erzegovina                                                                | 5 – 0                                                                               | Gibilterra                                                                          | Qual. Mondiali 2018                                                                 | -                                                                                   |                                                                                     |
| 28-3-2017                                                                           | Scutari                                                                             | Albania                                                                             | 1 – 2                                                                               | Bosnia ed Erzegovina                                                                | Amichevole                                                                          | -1                                                                                  | cap.                                                                                |
| 9-6-2017                                                                            | Zenica                                                                              | Bosnia ed Erzegovina                                                                | 0 – 0                                                                               | Grecia                                                                              | Qual. Mondiali 2018                                                                 | -                                                                                   | 21’                                                                                 |
| 31-8-2017                                                                           | Nicosia                                                                             | Cipro                                                                               | 3 – 2                                                                               | Bosnia ed Erzegovina                                                                | Qual. Mondiali 2018                                                                 | -3                                                                                  |                                                                                     |
| 3-9-2017                                                                            | Faro                                                                                | Gibilterra                                                                          | 0 – 4                                                                               | Bosnia ed Erzegovina                                                                | Qual. Mondiali 2018                                                                 | -                                                                                   |                                                                                     |
| 7-10-2017                                                                           | Sarajevo                                                                            | Bosnia ed Erzegovina                                                                | 3 – 4                                                                               | Belgio                                                                              | Qual. Mondiali 2018                                                                 | -4                                                                                  |                                                                                     |
| 10-10-2017                                                                          | Tallinn                                                                             | Estonia                                                                             | 1 – 2                                                                               | Bosnia ed Erzegovina                                                                | Qual. Mondiali 2018                                                                 | -1                                                                                  |                                                                                     |
| 11-10-2018                                                                          | Rize                                                                                | Turchia                                                                             | 0 – 0                                                                               | Bosnia ed Erzegovina                                                                | Amichevole                                                                          | -                                                                                   | 46’                                                                                 |
| 7-9-2020                                                                            | Zenica                                                                              | Bosnia ed Erzegovina                                                                | 1 – 2                                                                               | Polonia                                                                             | UEFA Nations League 2020-2021 - 1º turno                                            | -2                                                                                  | cap.                                                                                |
| Totale                                                                              |                                                                                     | Presenze (6º posto)                                                                 | 63                                                                                  |                                                                                     | Reti                                                                                | -73                                                                                 |                                                                                     |

## Palmarès

### Club

#### Competizioni nazionali
- Campionato inglese: 1

Chelsea: 2016-2017

### Individuale
- Calciatore canadese Under-20 dell'anno: 1

2007
- Idol Nacije: 1

2012